# 土耳其科學技術研究委員會附屬國防工業研究與發展研究所
土耳其国防工业研究与发展研究所（Turkish National Defense Industry Research and Development Institute，土耳其语简称TÜBİTAK SAGE）是土耳其科学技术研究委员会附属的一个国家级研究机构，负责土耳其国防工业的研究和发展。
国防工业研究与发展研究所（SAGE）成立于1972年，在距离安卡拉市中心30公里的拉拉汉基地开展工作。该研究所是土耳其科学和技术研究委员会（TUBİTAK）的一部分，专门从事国防工业领域的研究。创建初期，该机构主要通过协调土耳其政府与国外的军事研究机构开展研究与发展项目，以提高土耳其军队的技术水平。如今，SAGE已经成为土耳其国内最重要的研究机构之一。
SAGE的研究领域包括战斗机、飞行器、导弹、雷达、无线电通讯技术等多个领域。该机构还与众多国际企业合作，促进了土耳其国防工业的快速发展。例如，SAGE曾与韩国航空宇宙产业公司合作，共同开发TAI Anka无人侦察机。

## 董事
现任董事GÜRCAN OKUMUŞ，2018年底，他被任命为TÜBİTAK SAGE的董事。自2019年以来，他一直是ROKETSAN公司的董事会成员。

## 研究项目
- 钻地炸弹(NEB)
- 机翼辅助制导包(KGK)
- 战斗机
- GPS天线
- 卫星导航仪
- MEMS EGI 紧凑型惯性导航系统
- 起飞导弹(SOM)
- 热电池
- 托罗斯230A/260A火箭炮系统
- 精确制导套件(HGK)
- ATLAS惯性测量单元
- 电路板